# Acronicta prunata
Acronicta prunata là một loài bướm đêm trong họ Noctuidae.